# Eurytoma couridae
Eurytoma couridae är en stekelart som beskrevs av Cameron 1913. Eurytoma couridae ingår i släktet Eurytoma och familjen kragglanssteklar.
Artens utbredningsområde är Guyana. Inga underarter finns listade i Catalogue of Life.